# Suma (álbum)
Suma es el nombre del 11°. álbum de estudio grabado por el cantautor venezolano Ricardo Montaner. Fue lanzado al mercado por la compañía discográfica WEA Latina el 21 de mayo de 2002 y es el primero en boleros del intérprete desde las canciones «Bésame» y «Resumiendo» de su álbum anterior Sueño repetido (2001). También es el último álbum fue producido por el desaparecido cantautor, pianista y productor musical argentino-mexicano Bebu Silvetti antes que muriera el 5 de julio de 2003 y cuenta con 10 canciones.

## Lista de canciones
| Suma  |                         |                                   |          |  |
| N.º   | Título                  | Escritor(es)                      | Duración |  |
| 1.    | «Tú cara»               | Ricardo Montaner · Bebu Silvetti  | 4:15     |  |
| 2.    | «Yo puedo hacer»        | Ricardo Montaner · Marco Flores   | 4:09     |  |
| 3.    | «Respirando la luna»    | Ricardo Montaner                  | 3:53     |  |
| 4.    | «Verte dormida»         | Ricardo Montaner · Bebu Silvetti  | 4:31     |  |
| 5.    | «Suma»                  | Ricardo Montaner · Yasmil Marrufo | 4:14     |  |
| 6.    | «La vida»               | Ricardo Montaner · Yasmil Marrufo | 4:20     |  |
| 7.    | «Ya no vale la pena»    | Ricardo Montaner · Bebu Silvetti  | 3:16     |  |
| 8.    | «Lloras»                | Ricardo Montaner                  | 3:21     |  |
| 9.    | «Si tuviera que elegir» | Ricardo Montaner · Yasmil Marrufo | 4:24     |  |
| 10.   | «Urgente»               | Ricardo Montaner · Yasmil Marrufo | 4:40     |  |
| 42:02 |                         |                                   |          |  |

© MMII. Warner Music Benelux. B.V.

## Créditos del álbum
- Producido por: Bebu Silvetti.
- Voz: Ricardo Montaner.
- Piano acústico:
  - Bebu Silvetti en las pistas Nº: 1, 4, 6, 7 y 10, y...
  - Rodolfo Castillo en las pistas Nº: 3 y 8.
- Piano electríco: Yasmil Marrufo en las pistas Nº: 2 y 5.
- Programación de pianos y guitarras: Yasmil Marrufo en la pista Nº: 9.
- Guitarras: Manny López.
- Guitarra acústica: Yasmil Marrufo en las pistas Nº: 2, 5 y 7.
- Bajos:
  - Julio Hernández y...
  - Yasmil Marrufo (en la pista Nº: 7)
- Batería:
  - Giuseppe Cazzago en las pistas Nº: 1, 4, 6, 7 y 10, y...
  - Lee Levine en las pistas Nº: 2, 3, 8 y 9.
- Percusión:
  - Richard Bravo en las pistas Nº: 1, 4, 6, 7 y 10, y...
  - Robert Vilera en las pistas Nº: 2, 3, 5, 8 y 9.
- Coros: Yasmil Marrufo, Rodolfo Castillo, Lola Getz, Daina (en la pista Nº: 5).
- Cuerdas: Miami Symphonic Strings.
- Concert Master: Alfredo Oliva
- Coordinación de producción: Sylvia Silvetti y Alfredo Oliva.
- Ingeniero de grabación y mezcla: Boris Milan.
- Asistente de grabación: Steve Robillard.
- Grabado en los siguientes estudios: Castle Recording Studios (Miami, Florida, EE. UU.) y Criteria Moon Studios/The Hit Factory (Miami, Florida, EE. UU.).
- Mezclado en: Castle Recording Studios (Miami, Florida, EE. UU.).
- Masterizado por: Mike Fuller en Fuller Sound (Miami, Florida, EE. UU.).
- Diseño gráfico: Carlos Pérez.
- Fotografía: Blasius Erlinger.